# 尼爾氏副南鰍
尼爾氏副南鰍（學名：Paraschistura nielseni），為輻鰭魚綱鯉形目條鰍科副南鰍屬的其中一種。分布於亞洲伊朗赫勒河和蒙德河流域，體長可達5.2公分，棲息在河川底層水域，生活習性不明。

## 扩展阅读
維基物種上的相關：尼爾氏副南鰍